# Doraemon (loạt phim 1979)
Doraemon (ドラえもん Doraemon) là tên loạt phim truyền hình anime dành cho trẻ em được sáng tạo bởi Fujiko F. Fujio và dựa trên bộ manga cùng tên. Kế thừa từ loạt phim 1973, Doraemon được sản xuất bởi Shin-Ei Animation và bắt đầu công chiếu từ ngày 2 tháng 4 năm 1979 trên TV Asahi.
Loạt anime Doraemon này đôi khi được gọi là Phiên bản Ōyama (大山版) ở châu Á, dựa theo tên của Ōyama Nobuyo, nữ diễn viên lồng tiếng cho nhân vật Doraemon trong bộ phim.
Hai bản lồng tiếng Anh chính thức của loạt anime này đã được phát hành, bản đầu tiên được gọi là The Adventures Albert and Sidney, được thực hiện tại Canada bởi CINAR và phát sóng độc quyền tại Barbados trên CBC TV 8 vào cuối năm 1985 và đầu năm 1996, dù đã được lên kế hoạch phát sóng tại Mỹ trên Superstation WTBS (nay được gọi là TBS), nhưng chuyện này đã không bao giờ xảy ra vì lý do không rõ, phần thứ hai được thực hiện tại Singapore và phát sóng trên Channel i & Kids Central từ năm 2002 đến năm 2003 tại Singapore. Ngoài ra, bản lồng tiếng Anh không chính thức của Speedy Video đã được sản xuất và phát hành độc quyền tại Malaysia trên nhiều VCD khác nhau. 8 mùa gồm 52 tập mỗi phần của Hindi Dub đã được phát hành trên Amazon Prime India.
Trong thập niên 1990 một số tập đầu của loạt phim đã được được phát hành tại Việt Nam bởi Công ty Điện ảnh Thành phố Hồ Chí Minh và Hãng phim Phương Nam dưới dạng băng VHS và VCD mà chủ yếu là mua lại từ bản lồng tiếng Trung Quốc. Đến thập niên 2000, các tập này tiếp tục đươc phát sóng trên các kênh truyền hình như VTV1 (lồng tiếng Việt giọng miền Bắc) và VTC1. Từ năm 2010, các tập tiếp theo của loạt phim được mua bản quyền trình chiếu trên kênh HTV3 với phiên bản lồng tiếng Việt bao gồm 185 tập mỗi tập gồm 2 câu chuyện khác nhau chủ yếu là các tập sản xuất từ năm 1990 trở đi. Kể từ tháng 12 năm 2015, kênh HTV3 bắt đầu trình chiếu các tập thuộc xê-ri 2005. Về sau các tập phát sóng trên HTV3 được POPS Worldwide phát hành lại trên nền tảng kĩ thuật số.

## Nhân vật

Tạo hình nhân vật của loạt phim 1979, hãng phim Phương Nam từng sử dụng poster này để thiết kế bìa VCD

## Diễn viên lồng tiếng

### Nhật Bản
- Nobuyo Ōyama trong vai Doraemon
- Noriko Ohara trong vai Nobi Nobita
- Hiroko Maruyama trong vai Nobita Nobi (tháng 7 năm 1979)
- Kaneta Kimotsuki trong vai Honekawa Suneo
- Naoki Tatsuta trong vai Honekawa SUneo (tháng 11 đến tháng 12 năm 1985)
- Kazuya Tatekabe trong vai Goda Takeshi (Jaian)
- Jun'ichi Kanemaru trong vai Goda Takeshi (Jaian) (tháng 9 đến tháng 10 năm 2004)
- Michiko Nomura trong vai Minamoto Shizuka
- Keiko Yokozawa trong vai Dorami và Minamoto Michiko
- Mami Yamase trong vai Dorami
- Hekiru Shiina trong vai Dorami
- Fumiko Orikasa trong vai Dorami
- Yumiko Kobayashi trong vai Dorami
- Ryō Hirohashi trong vai Dorami
- Sachiko Chijimatsu trong vai Nobi Tamako
- Masayuki Katō trong vai Nobi Nobisuke và Yoshio Minamoto
- Yousuke Naka trong vai Nobi Nobisuke
- Sumiko Shirakawa trong vai Dekisugi Hidetoshi
- Kazuhiko Inoue trong vai Thầy giáo
- Ryōichi Tanaka trong vai Thầy giáo
- Yoshiko Ohta trong vai Nobi Sewashi, Dekisugi Hidetoshi, Goda Jaiko
- Masako Matsubara trong vai Minamoto Michiko
- Masaru Ikeda trong vai Minamoto Yoshio
- Akira Kume trong vai Minamoto Yoshio
- Yoshino Ohtori trong vai Mẹ của Suneo
- Mari Yokō trong vai Mẹ của Suneo
- Osamu Katō trong vai Bố của Suneo và Thầy giáo
- Kazuyo Aoki trong vai Mẹ của Jaian, Goda Jaiko và Nobi Sewashi
- Rei Sakuma trong vai Mini-Dora

### Việt Nam
- Thùy Tiên trong vai Doraemon
- Anh Tuấn trong vai Nobi Nobita (1—104)
- Hoàng Khuyết trong vai Nobi Nobita (105—hết)
- Ngọc Châu trong vai Minamoto Shizuka (1—104)
- Ái Phương trong vai Minamoto Shizuka (105—260)
- Hoài Thương trong vai Minamoto Shizuka (260—hết)
- Quốc Tín trong vai Goda Takeshi (Jaian) (1—52)
- Thiện Trung trong vai Goda Takeshi (Jaian) (53—hết)
- Minh Vũ trong vai Honekawa Suneo

## Âm nhạc

### Nhạc mở đầu
Bài hát mở đầu của loạt phim Doraemon phát sóng hàng tuần từ năm 1979 đến năm 2005 là Doraemon no Uta (ドラえもんのうた), gồm năm phiên bản được biểu diễn bởi năm nghệ sĩ khác nhau trong suốt thời gian phát sóng. Tại Việt Nam, bài hát được phổ lời tiếng Việt và biểu diễn bởi Huyền Chi, với tên gọi "Doraemon".
|    | Biểu diễn                  | Ngày bắt đầu     | Tập bắt đầu | Ngày kết thúc    | Tập kết thúc |
| -- | -------------------------- | ---------------- | ----------- | ---------------- | ------------ |
| 1. | Kumiko Ōsugi (大杉久美子)  | 2 tháng 4, 1979  | Tập 1       | 2 tháng 10, 1992 | Tập 1199     |
| 2. | Satoko Yamano (山野さと子) | 9 tháng 10, 1992 | Tập 1200    | 20 tháng 9, 2002 | Tập 1681     |
| 3. | Tokyo Purin (東京プリン)   | 4 tháng 10, 2002 | Tập 1682    | 11 tháng 4, 2003 | Tập 1705     |
| 4. | Misato Watanabe (渡辺美里) | 18 tháng 4, 2003 | Tập 1706    | 23 tháng 4, 2004 | Tập 1752     |
| 5. | AJI                        | 30 tháng 4, 2004 | Tập 1753    | 18 tháng 3, 2005 | Tập 1787     |

### Nhạc kết thúc
|     | Tiêu đề                                                    | Biểu diễn                                           | Ngày bắt đầu      | Tập bắt đầu | Ngày kết thúc     | Tập kết thúc |
| --- | ---------------------------------------------------------- | --------------------------------------------------- | ----------------- | ----------- | ----------------- | ------------ |
| 1.  | "Aoi Sora wa Pocket sa" (青い空はポケットさ)               | Kumiko Oosugi (大杉久美子)                          | 2 tháng 4, 1979   | Tập 1       | 23 tháng 9, 1981  | Tập 617      |
| 2.  | "Maru-gao no Uta" (まる顔のうた)                           | Nobuyo Oyama (大山のぶ代)                           | 1 tháng 10, 1981  | Tập 618     | 30 tháng 3, 1984  | Tập 757      |
| 3.  | "Santa Claus wa Doko no Hito" (サンタクロースはどこのひと) | Nobuyo Oyama (大山のぶ代)                           | 18 tháng 11, 1983 | Tập 738     | 30 tháng 12, 1983 | Tập 744      |
| 4.  | "Boku-tachi Chikyuu-jin" (ぼくたち地球人)                  | Mitsuko Horie (堀江美都子)                          | 6 tháng 4, 1984   | Tập 758     | 8 tháng 4, 1988   | Tập 971      |
| 5.  | "Aozora-tte Iina" (青空っていいな)                         | Mitsuko Horie (堀江美都子)                          | 15 tháng 4, 1988  | Tập 972     | 2 tháng 10, 1992  | Tập 1199     |
| 6.  | "Ashita mo Tomodachi" (あしたも♥ともだち)                  | Yui Nishiwaki (にしわきゆい)                        | 9 tháng 10, 1992  | Tập 1200    | 7 tháng 4, 1995   | Tập 1346     |
| 7.  | "Boku Doraemon 2112" (ぼくドラえもん2112)                  | Nobuyo Oyama, Koorogi '73 (大山のぶ代、こおろぎ'73) | 14 tháng 4, 1995  | Tập 1347    | 20 tháng 9, 2002  | Tập 1681     |
| 8.  | "Mata Aeru Hi Made" (またあえる日まで)                     | Yuzu (ゆず)                                         | 4 tháng 10, 2002  | Tập 1682    | 11 tháng 4, 2003  | Tập 1705     |
| 9.  | "Tanpopo no Uta" (タンポポの詩)                            | The Alfee (ジ・アルフィー)                          | 18 tháng 4, 2003  | Tập 1706    | 3 tháng 10, 2003  | Tập 1729     |
| 10. | "YUME Biyori" (YUME日和)                                   | Hitomi Shimatani (島谷ひとみ)                       | 10 tháng 10, 2003 | Tập 1730    | 28 tháng 5, 2004  | Tập 1757     |
| 11. | "Aa Ii na!" (あぁ いいな!)                                 | W (ダブルユー)                                      | 4 tháng 6, 2004   | Tập 1758    | 18 tháng 3, 2005  | Tập 1787     |